# Riksdagen 1889
Riksdagen 1889 ägde rum i Stockholm.
Riksdagens kamrar sammanträdde i gamla riksdagshuset den 15 januari 1889. Riksdagsarbetet inleddes ceremoniellt genom riksdagens högtidliga öppnande i rikssalen på Stockholms slott. Riksdagen avslutades den 18 maj 1889.